# Emil Hartmann (Politiker, 1896)
Emil Hartmann (* 10. Oktober 1896 in Bochum; † 17. Januar 1963) war ein deutscher Politiker des GB/BHE.
Nach einem Ingenieurstudium arbeitete Hartmann seit den 1920er Jahren in den damaligen Ostgebieten des Deutschen Reiches. Danker und Lehmann-Himmel charakterisieren ihn in ihrer Studie über das Verhalten und die Einstellungen der Schleswig-Holsteinischen Landtagsabgeordneten und Regierungsmitglieder der Nachkriegszeit in der NS-Zeit als „angepasst ambivalent“.
Nach dem Zweiten Weltkrieg kam er als Heimatvertriebener nach Lübeck. 1950 gehörte er zu den Mitbegründern des GB/BHE. Von 1950 bis 1954 und erneut vom 29. Oktober 1954, als er für Alfred Gille nachrückte, bis 1958 war Hartmann Landtagsabgeordneter in Schleswig-Holstein.